# یواس‌اس اسنوک (اس‌اس-۲۷۹)
یواس‌اس اسنوک (اس‌اس-۲۷۹) (به انگلیسی: USS Snook (SS-279)) یک زیردریایی بود که طول آن ۳۱۱ فوت ۹ اینچ (۹۵٫۰۲ متر) بود. این زیردریایی در سال ۱۹۴۲ ساخته شد.